# ジャン・マルカル
ジャン・マルカル（Jean Markale、1928年5月18日,パリ14区 - 2008年11月23日,オーレー）は、フランスの作家、詩人、講師。ケルト文明に関する多くの書籍を出版している。彼の著作はテンプル騎士団、カタリ派、レンヌ・ル・シャトーの謎、アトランティス、巨石記念物、文明の成り立ち、ドルイド教とコルンバなどの様々な神話に関する多様な概説を扱っている。

## 著作
- 『メリュジーヌ 蛇女・両性具有の神話』（1997年 中村栄子、末永京子訳）
- 『ケルト文化事典』（2002年 金光仁三郎、渡邉浩司訳）